# بیلی گراهام (کشتی‌گیر)
بیلی گراهام (انگلیسی: "Superstar" Billy Graham; ۷ ژوئن ۱۹۴۳ – ۱۷ مهٔ ۲۰۲۳) کشتی‌گیر کشتی حرفه‌ای، و بازیکن فوتبال آمریکایی اهل ایالات متحده آمریکا بود.
از فیلم‌ها یا برنامه‌های تلویزیونی که وی در آن نقش داشته است می‌توان به کشتی اشاره کرد.
وی همچنین برندهٔ جوایزی همچون تالار شهرت دبلیودبلیوای شده است.
از باشگاه‌هایی که در آن بازی کرده است می‌توان به تنسی تایتانز اشاره کرد.